# Israelitische Gemeinde Basel

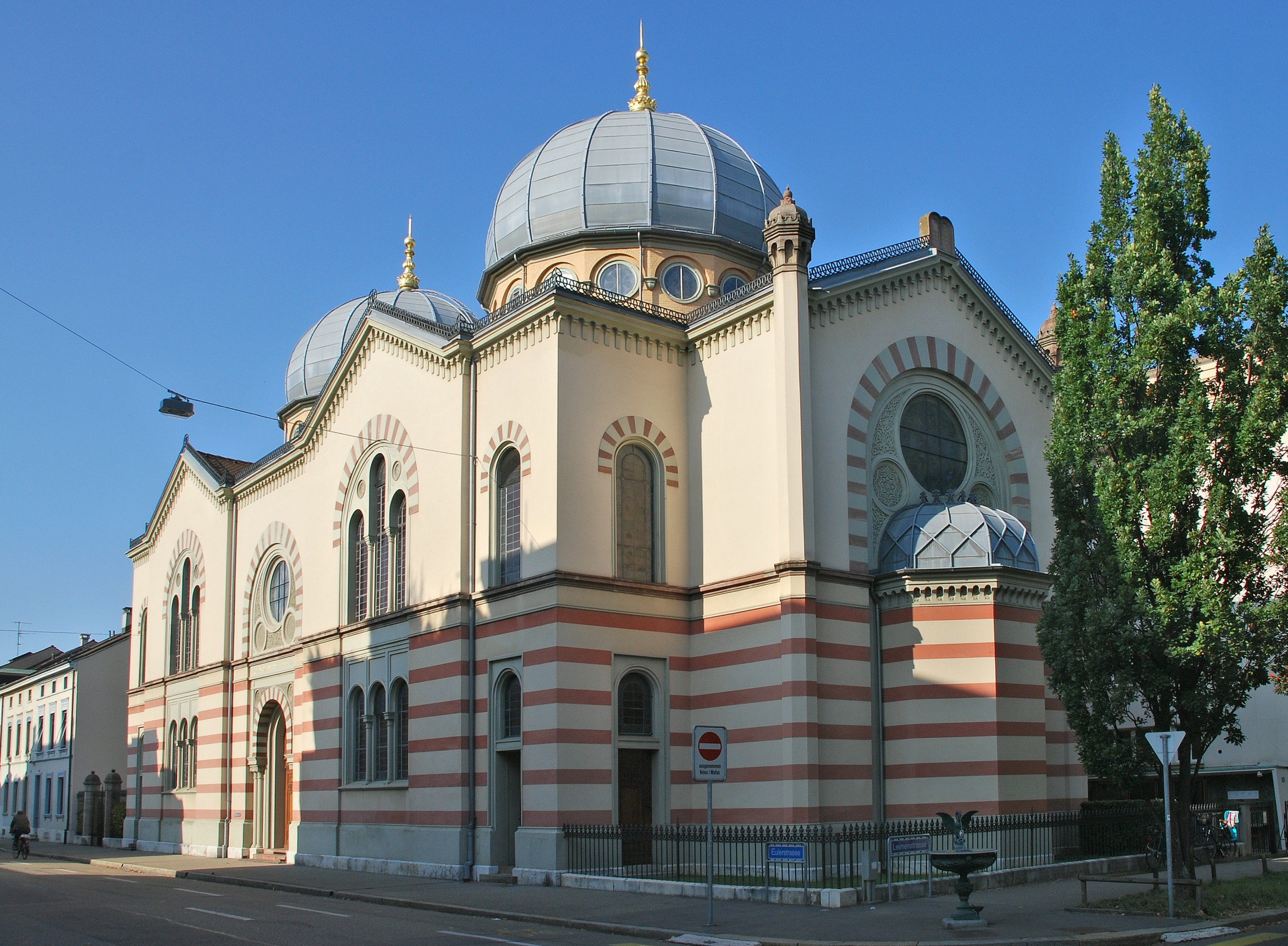
Basler Synagoge

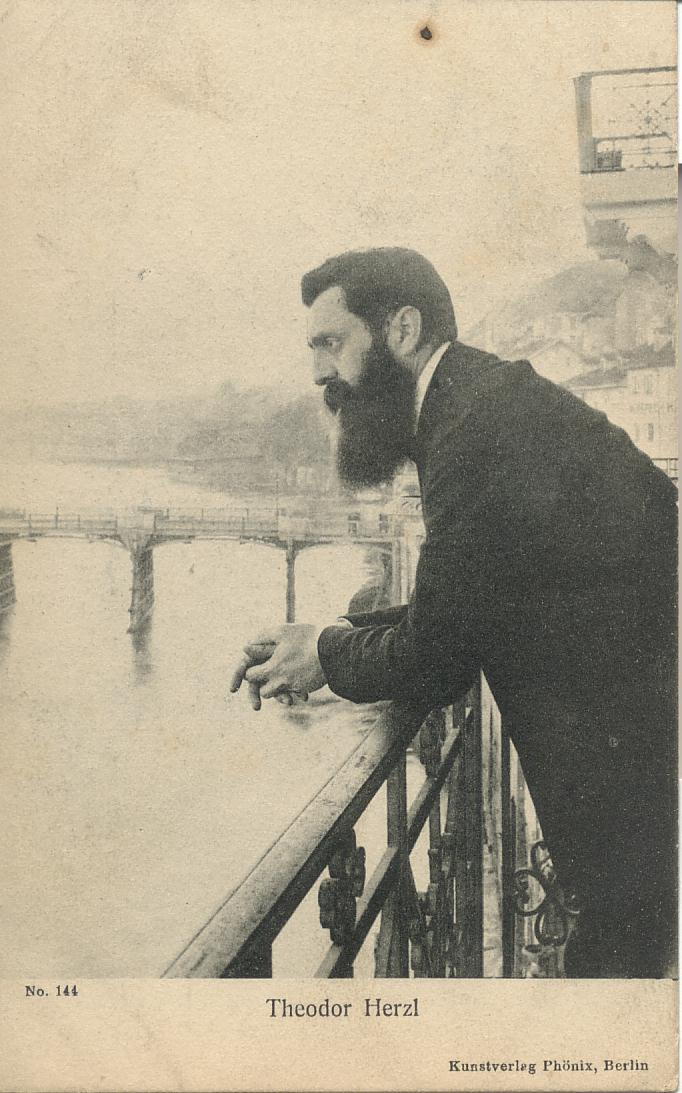
Theodor Herzl auf dem Balkon des Hotels drei Könige, Aufnahme von E. M. Lilien, vermutlich 1901

Die Israelitische Gemeinde Basel ist eine jüdische Einheitsgemeinde in Basel in der Schweiz mit rund 1000 Mitgliedern (Stand: 2016).

## Geschichte
Die heutige dritte Gemeinde besteht seit 1805, nachdem die erste jüdische Gemeinde, die sich bereits im 12. Jahrhundert gebildet hatte, im Basler Judenpogrom 1349 ausgelöscht wurde und sich die zweite Gemeinde 1397 aufgelöst hatte.
Auch ohne nennenswerte jüdische Präsenz florierte seit dem 15. Jahrhundert das hebräische Druckwesen und die hebräische Sprachwissenschaft unter Einfluss des Humanismus besonders auch in Basel (vgl. die diversen reformierten Theologen (und Orientalisten) namens Johann Buxtorf).
In den 1860er-Jahren liess die Gemeinde die Grosse Basler Synagoge durch den Architekten Hermann Rudolf Gauss an der Eulerstrasse 2 erstellen, gelegen neben dem heutigen, 1960 von den Architekten Marcus Diener und Georges Olstein erbauten Gemeindehaus an der Leimenstrasse 24. Im Jahr 1903 wurde der gemeindeeigene Israelitische Friedhof Basel eingeweiht; bis dahin wurden die Gemeindemitglieder auf dem jüdischen Friedhof Hégenheim im Elsass in Frankreich bestattet.
1897 fand in Basel der erste und wichtigste Zionistenkongress statt, nachdem das jüdische Establishment Münchens die Abhaltung in München erfolgreich verhindert hatte (vgl. Protestrabbiner). Mit Basel verbunden ist auch das so genannte Basler Programm, die ebenfalls 1897 beschlossene verbindliche Formulierung der zionistischen Forderungen, die 20 Jahre später wörtlich in die Balfour-Deklaration und schliesslich in das Völkerbundsmandat für Palästina aufgenommen wurde.
1927 spaltete sich die streng orthodoxe Israelitische Religionsgesellschaft Basel ab, die bis heute besteht und eine Synagoge an der Ahornstrasse betreibt.
Nach einer kantonalen Volksabstimmung am 3. Dezember 1972 zur Änderung der Kantonsverfassung des Kantons Basel-Stadt erhielt die Israelitische Gemeinde Basel als erste jüdische Gemeinde in der Schweiz die Anerkennung als Körperschaft des öffentlichen Rechts. Die Israelitische Gemeinde Basel ist Mitglied des Schweizerischen Israelitischen Gemeindebunds (SIG).

## Rabbiner der Gemeinde
Die Rabbiner der Israelitischen Gemeinde Basel führen die Gemeinde nach den Regeln der Halacha. Bis 1884 wurde das Rabbinat der Israelitischen Gemeinde Basel durch die Rabbiner von Hégenheim ausgeübt. Soweit bekannt, waren und sind die Rabbiner der Gemeinde:
- Aron Levy (bis ca. 1834)[12]
- Moïse Nordmann (ca. 1834–1884)[12]
- Arthur Cohn (1885–1926) – Erster Gemeinderabbiner
- Arthur Ephraim Weil (1926–1959)
- Leo Adler (1959–1979)
- Israel Meir Levinger (1979–2003)
- Arie Folger (2003–2008* | 5763–5768**)[13][14]
- Yaron Nisenholz (2008–2015* | 5768–5776**)[15][16][17]
- Moshe Baumel (2015–2024* | 5776–5784**)[18][19][20]
- Elimelech Vanzetta, ab September 2024

Legende: * Jahrzahlen gemäss gregorianischem Kalender | ** Jahrzahlen gemäss jüdischem Kalender